# Bugenhagenkirche (Hamburg-Barmbek)

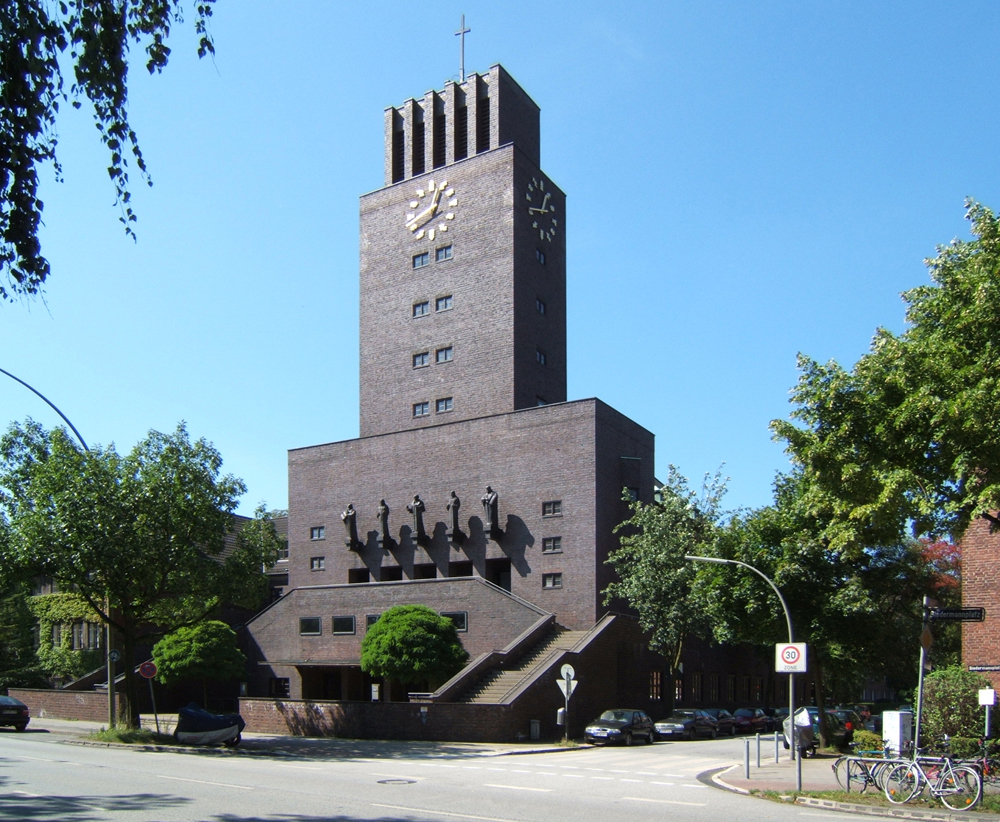
Bugenhagenkirche, Außenansicht

Die Bugenhagenkirche ist eine ehemals evangelisch-lutherische Kirche im Hamburger Stadtteil Barmbek-Süd. Sie wurde 1927 bis 1929 am heutigen Biedermannplatz nach Plänen des Architekten Emil Heynen errichtet und von 1996 bis 1998 von Bernhard Hirche restauriert und umgebaut. Im Jahre 2004 wurde die Bugenhagenkirche geschlossen und 2019 entwidmet.

## Geschichte der Kirchengemeinde
Das erstmals 1271 urkundlich erwähnte Dorf Barmbek, nordöstlich von Hamburg gelegen, unterstand seit 1355 dem Hospital zum Heiligen Geist am Rödingsmarkt in der Hamburger Altstadt. Im 19. Jahrhundert entwickelte sich der seit 1894 zu Hamburg gehörende Stadtteil mit seinen zahlreichen Industrieanlagen zu einem Arbeiterwohngebiet mit rapide anwachsenden Einwohnerzahlen. Erst 1903 wurde mit der Heiligen-Geist-Kirche eine eigene Kirchengemeinde in Barmbek-Süd eingerichtet. Schon 1919 wurde von der Muttergemeinde Alt-Barmbek die neue Gemeinde West-Barmbek abgetrennt, für die am Schleidenplatz, dem heutigen Biedermannplatz, ein neues Kirchengebäude entstand.

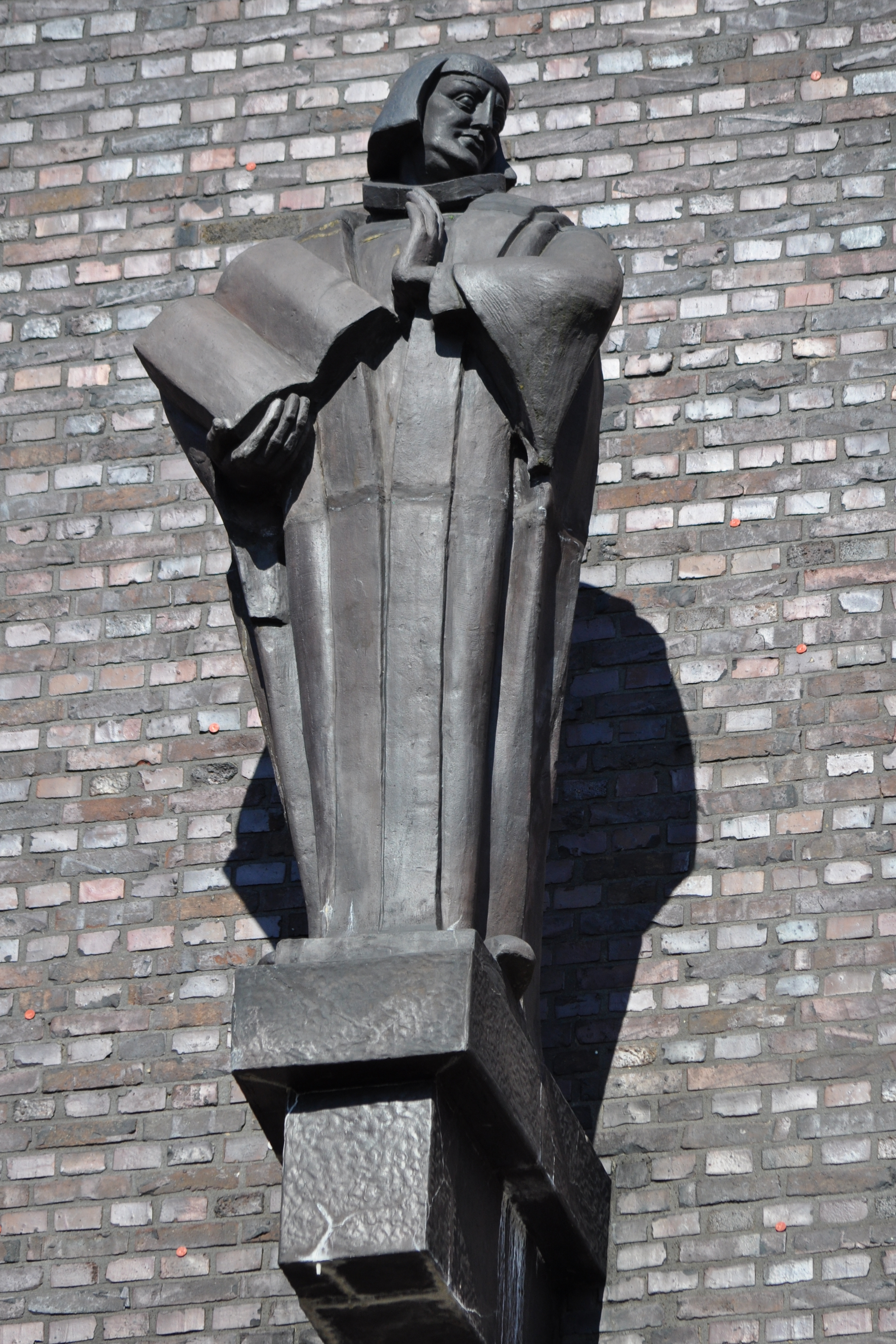
Kempe (Wield)
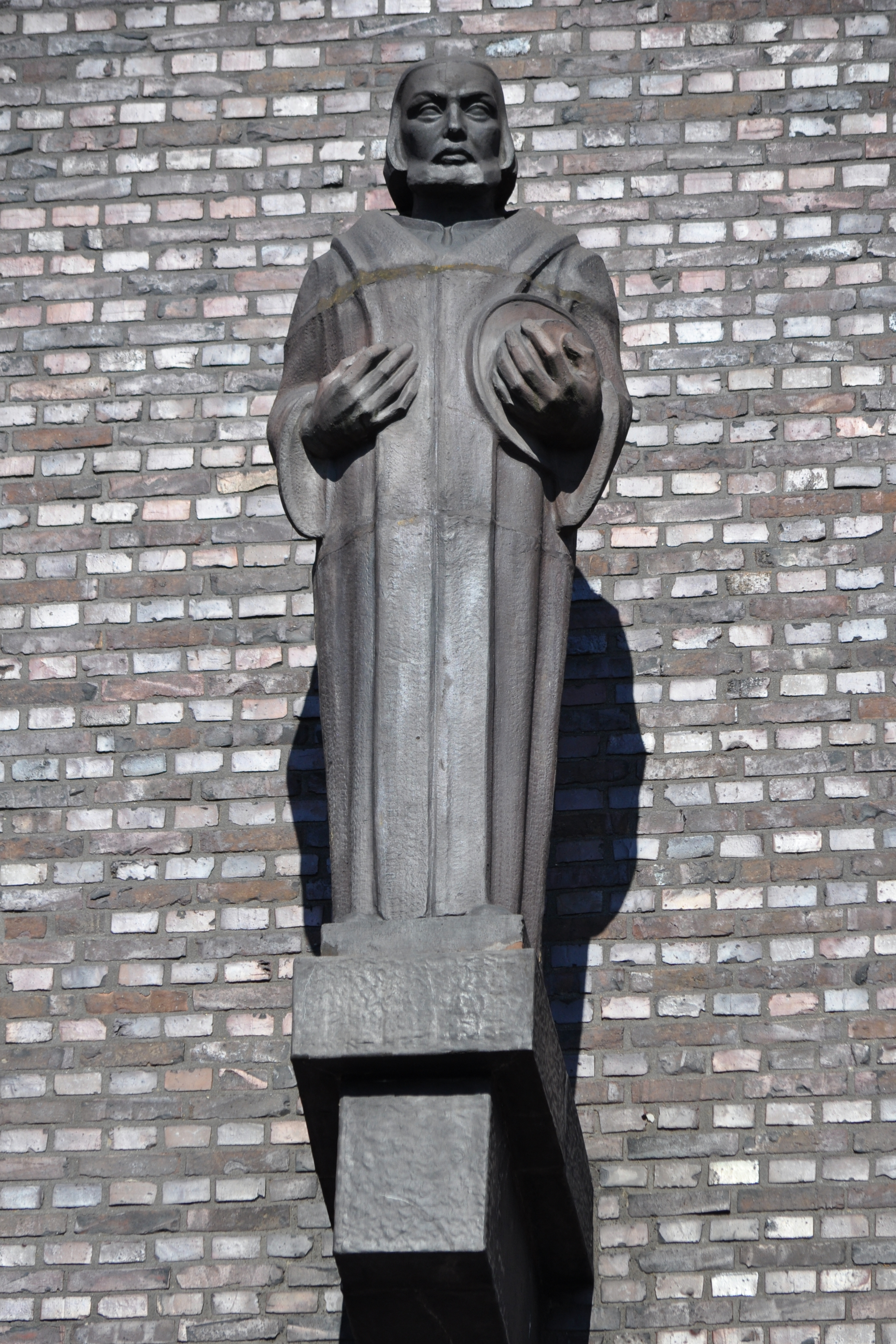
Wetken (Ely)
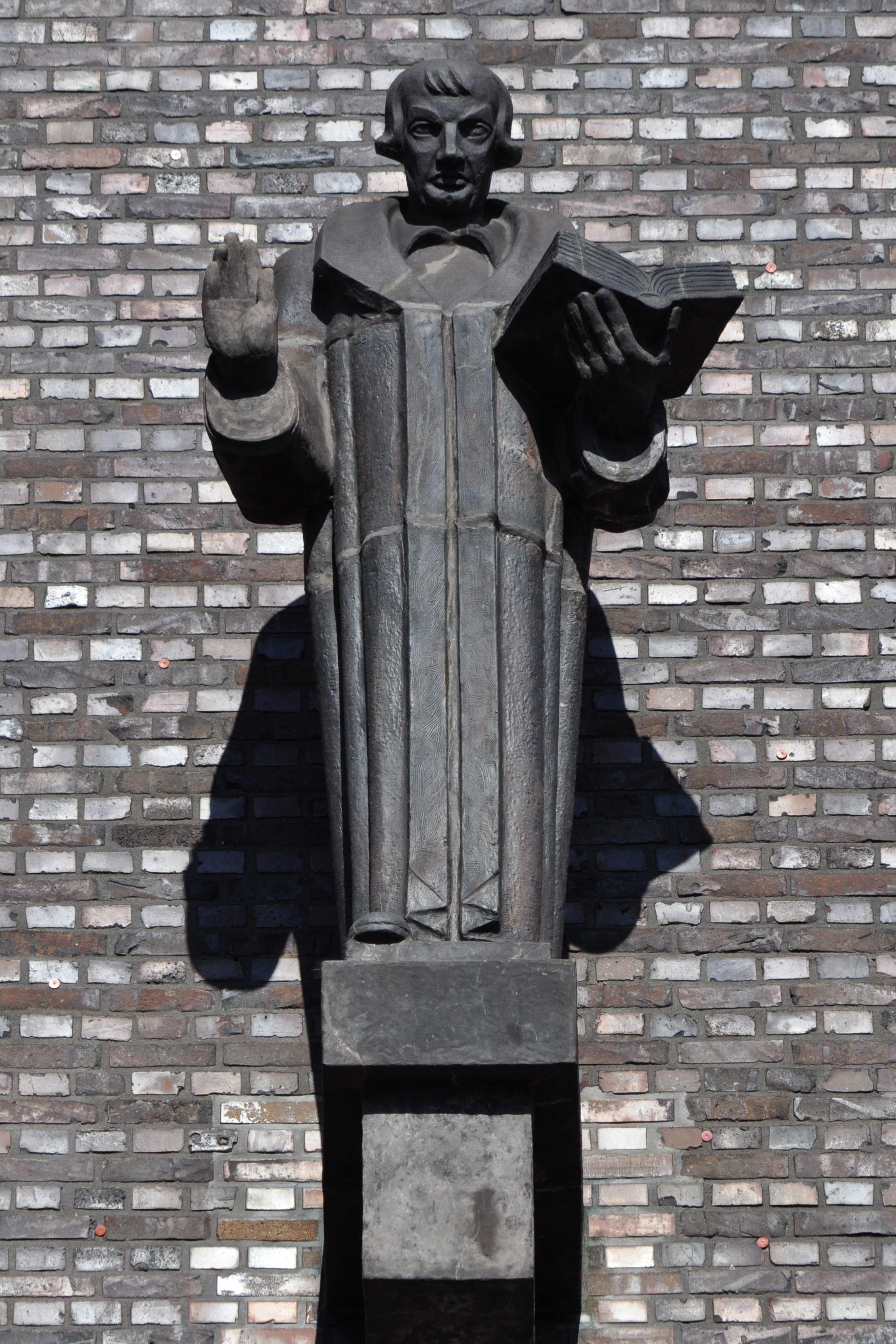
Bugenhagen (Kuöhl)
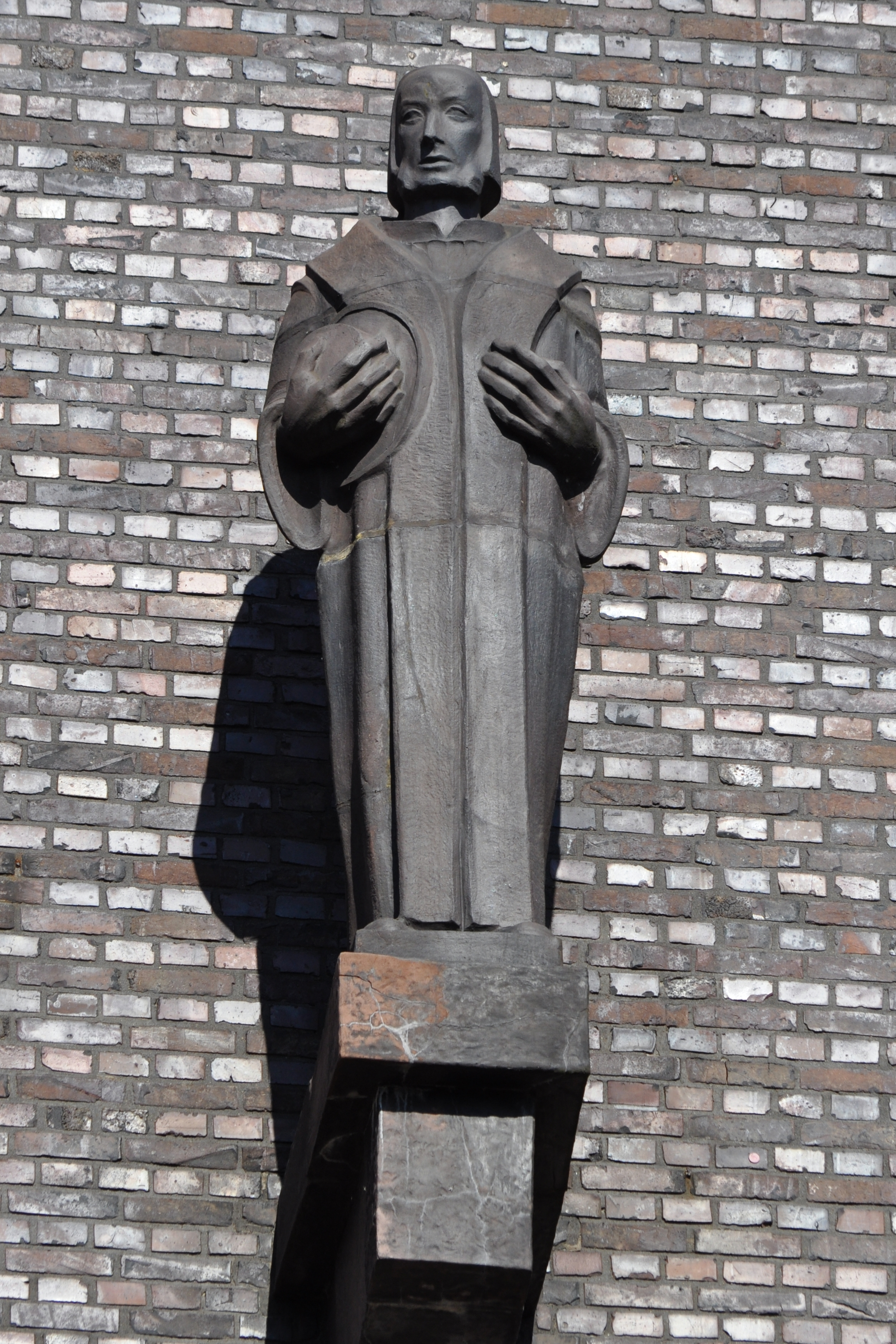
Wegedorn (Ely)
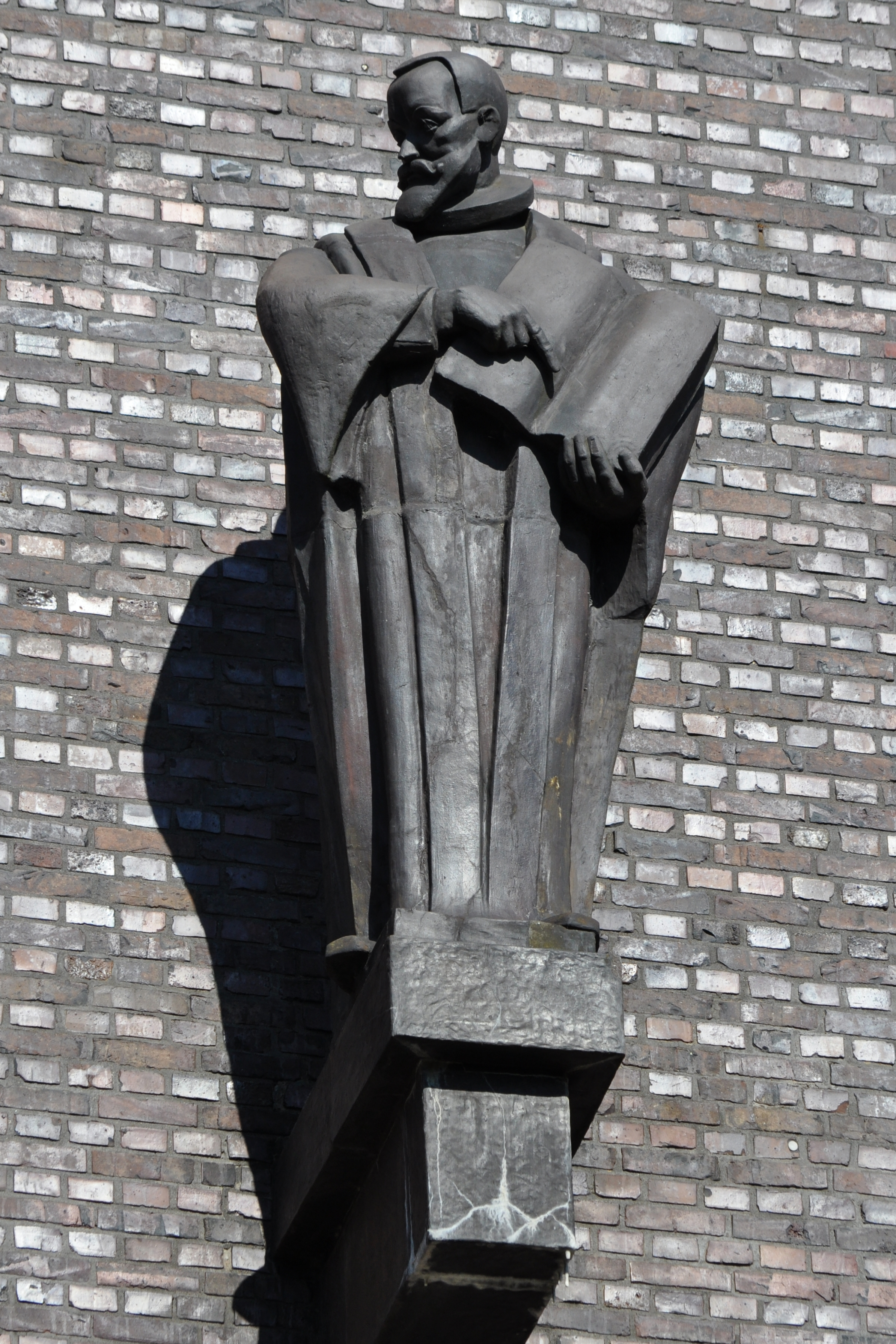
Ziegenhagen (Wield)

Nach einem Architektenwettbewerb 1925 wurde der Bau 1927 bis 1929 ausgeführt und am 10. März 1929 eingeweiht. Anlässlich des 400-jährigen Reformationsjubiläums in Hamburg erhielt die Kirche ihren Namen nach dem Reformator Johannes Bugenhagen. Fünf Skulpturen an der Kirchenfront stellen neben Bugenhagen die frühen evangelischen Prediger Stephan Kempe und Ziegenhagen sowie die Hamburger Oberalten Wegedorn und Johann Wetken dar, die maßgeblich an der Einführung des Protestantismus in Hamburg beteiligt waren. Die Skulpturen stammen von den Bildhauern Richard Kuöhl, Alphons Ely und Friedrich Wield.
Den Zweiten Weltkrieg überstand die Bugenhagenkirche mit lediglich geringen Beschädigungen.  Trotz der Umbaumaßnahmen, die das architektonische Gefüge der Kirche respektieren und mit der funktionalen wie geistigen Verknüpfung von Kirchenraum, Theatersaal und Café den Ansprüchen an eine moderne Großstadtgemeinde begegnen, wurde die Bugenhagenkirche von der Gemeinde zugunsten eines anderen Kirchengebäudes aufgegeben und stand seitdem leer. Der Kirchensaal besteht weiter, wird aber nur selten in dieser Funktion genutzt.
Am 16. Juli 1992 in die Hamburger Denkmalliste eingetragen, wurde die Kirche 1996 bis 1998 aufgrund baulicher Mängel und innenräumlicher Verunstaltungen tiefgreifend restauriert. Dabei wurde der Kirchenbau um einen Theatersaal im ehemaligen Gemeinderaum sowie ein öffentliches Café erweitert. Nach der Zusammenlegung von drei Gemeinden schloss man die Bugenhagenkirche in Hamburg-Barmbek aber 2004.
2006 fanden in dem Theatersaal Theaterproben und -aufführungen statt. Von 2007 bis 2018 wurde die Kirche vorübergehend der Bulgarisch-orthodoxen Gemeinde Hl. Kyrill und Hl. Methodius in Hamburg zur Verfügung gestellt, bevor diese in den Räumlichkeiten der ehemaligen Osterkirche im Stadtteil Eilbek zog. Nach der Entwidmumg 2019 wurde das Gebäude verkauft. In der ehemaligen Kirche entstand 2022 ein Begegnungszentrum für die Afro-Community und den Stadtteil.

## Architektur
Mit ihrer kraftvollen Architektur ist die Bugenhagenkirche einer der bedeutendsten Hamburger Sakralbauten aus der Zeit der Weimarer Republik. Das Kirchengebäude zeichnet sich durch seine markante kubische Formensprache sowie die Verblendung mit dunkelrot-violetten Backsteinen aus. Architektonisch folgt der Bau somit den Idealen des Neuen Bauens und verbindet eine kraftvolle, moderne Figur mit einer funktionalen innenräumlichen Gliederung. Die Backsteinverblendung fügt sich in den von Fritz Schumacher geprägten Materialkanon ein, der in der ersten Hälfte des 20. Jahrhunderts in Hamburg vorherrschte.
Der Kirchenraum und der Gemeindesaal sind übereinander angeordnet, womit der Architekt Emil Heynen eine wichtige Neuerung in den Hamburger Kirchenbau einführte. Durch diese funktionale Stapelung entsteht ein hoher Baukörper mit monumentaler Wirkung. Eine Freitreppe führt auf die Kirchensaalebene und bildet gleichzeitig einen zur Straße abgeschirmten Vorhof. Der prägnante Kirchturm tritt mit seiner Lage am Biedermannplatz als stadträumliche Dominante in Erscheinung, die den Turm der benachbarten katholischen Kirche überragt. Zusammengesetzt aus sich verjüngenden Kuben, setzt sich die abstrakt gestaltete Turmform von klassischen Kirchbaumustern ab, womit der Bau einem Leitbild des Neuen Bauens folgt und eine den funktionalen Bedingungen entsprechende neue Form entwickelt.

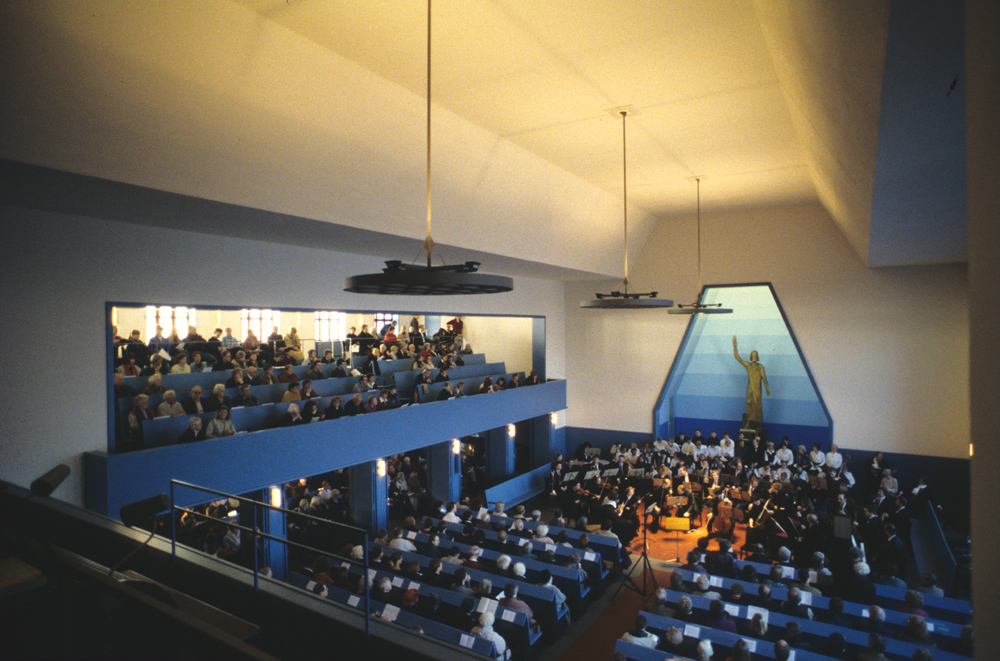
Innenraum (2006)

Auch der Kirchensaal ist streng und einfach gestaltet. Nach dem Entwurf des Altonaer Künstlers Hinrich Groth war der Raum in den Farben blau und weiß ausgemalt, wobei dieser kräftige Farbkontrast den einzigen Bauschmuck im nüchtern gehaltenen Kircheninneren darstellte. Die Christusfigur in der Apsis, mit nach oben hin verblassenden Blautönen farbig gefasst, stammt von dem Bildhauer Ludwig Kunstmann.
Nach zahlreichen Veränderungen des originalen Konzepts und altersbedingten Bauschäden wurde die Bugenhagenkirche 1996 bis 1998 saniert und umgebaut. Der Entwurf stammt von dem Hamburger Architekten Bernhard Hirche. Durch Abbruch einer Zwischendecke über dem Foyer konnte eine neue, großzügige Eingangshalle geschaffen werden, die durch eine Stahltreppe mit der darüber liegenden Kirchensaalebene verbunden ist. Erstmals konnte dadurch eine interne Verbindung realisiert werden, die das ursprüngliche Konzept bislang vermissen ließ. Im Außenraum wurde die 1935 verkürzte Freitreppenanlage wiederhergestellt, außerdem geben fünf neue, sensibel in die Fassade eingefügte Fenster das neu geschaffene Café B’Hagen zu erkennen.
Der in den 1970er Jahren umgestaltete Kirchensaal wurde restauriert und die historische Farbigkeit rekonstruiert. Durch die Aufstellung des Altars vor der Apsis wurde die ursprüngliche Längsausrichtung des Saals mit einer zentralräumlichen Lösung kombiniert. Die Prinzipalstücke – Altar, Pult, Taufe – sowie der Liedbuchwagen wurden, ebenfalls nach Entwurf von Bernhard Hirche, neu gefertigt. Innerhalb des wieder in seine ursprüngliche Fassung zurückgeführten Kirchensaals bilden sie einen eigenständigen modernen Formenkanon, der die verändernden Eingriffe zu erkennen gibt.
Nach der Entwidmung der Kirche wird der ehemalige Kirchsaal als „Lome blauer Saal“ für Konzerte und Tagungen verwendet. Die funktionsfähige Orgel und die farbliche Ausgestaltung blieb als unter Denkmalschutz stehend erhalten.